# Aghmakane Megaliths

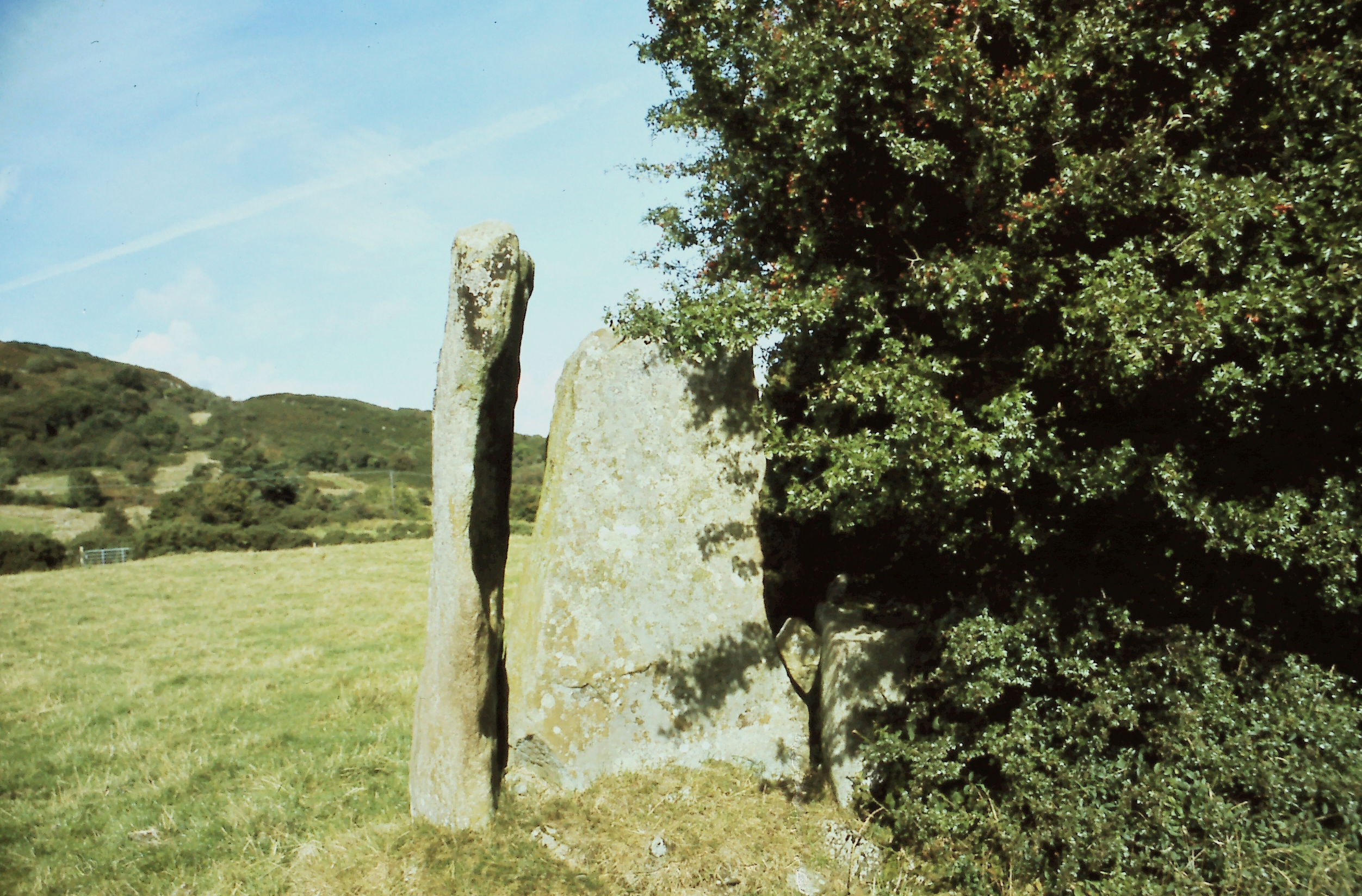
Aghmakane Megaliths

Die Aghmakane Megaliths sind wahrscheinlich die Reste eines Portal Tombs, im Wesentlichen bestehend aus zwei etwa drei Meter hohen, einen Meter breiten und etwa 30 cm starken Menhiren, die im rechten Winkel zueinander stehen und einen Teil des Portals bzw. der Verschlussplatte einer Megalithanlage bilden. Der zweite Portalstein muss der zerbrochene Stein sein, dessen Rest einen Meter hoch ist. Einer der anderen großen Steine ist wahrscheinlich der abgebrochene Teil des Portalsteins. Dies war intakt das höchste Portal in Nordirland. Die Anlage ist ein Scheduled Monument.
Das Townland Aghmakane (irisch Achadh Mhic Catháin) liegt unweit des Slieve Gullion, westlich von Newry und Camlough, im County Armagh hinter einem alten Bauernhaus, am Rande eines kleinen ruinierten und überwachsenen Cashel von etwa 30,0 m Durchmesser, dessen Steinwand, bis zu einer Höhe von etwa einem Meter erhalten ist. 
Innerhalb der Wand liegen einige große Platten, die Teil des Dolmen sein können. Die anderen Steine sind nicht einfach zu erklären. Wenn sie sich in situ befinden, dann ist Aghmakane kein einfaches Portal Tomb. Falls sie verschoben sind, ist alles möglich. Eine Ausgrabung müsste die Natur des Denkmals klären.
Portal Tombs stammen aus dem irischen Neolithikum (3000 bis 2000 v. Chr.) und kommen sowohl in Irland als auch in Cornwall und Wales vor. Ihre Kammern sind verhältnismäßig klein, da viele Anlagen mit sehr massiven Blöcken gebaut sind.